# 卡洛珀爾鄉
44°10′N 23°46′E / 44.167°N 23.767°E
卡洛珀爾鄉（羅馬尼亞語：Comuna Calopăr, Dolj），是羅馬尼亞的鄉份，位於該國西南部，由多爾日縣負責管轄，面積 51 平方公里，海拔高度 148 米，2007年人口 3,890 人，人口密度每平方公里 77 人。